# Месје 51
Месје 51 (М51) је спирална галаксија у сазвежђу Ловачки пси која се налази у Месјеовом каталогу објеката дубоког неба.
Деклинација објекта је + 47° 11' 44" а ректасцензија 13h 29m 52,6s. Привидна величина (магнитуда) објекта М51 износи 8,1 а фотографска магнитуда 8,9. Налази се на удаљености од 7,7000 милиона парсека од Сунца. М51 је још познат и под ознакама .